# شهرستان وسیولوفسکی
شهرستان وسیولوفسکی (به لاتین: Vesyolovsky District) یک شهرستان در روسیه است که در استان روستوف واقع شده‌است.